# Ếch Hochstetter
Ếch Hochstetter (Leiopelma hochstetteri) là một con ếch bản địa nguyên thủy của New Zealand, một trong bốn loài còn tồn tại thuộc họ Leiopelmatidae. Nó được đặt tên theo nhà địa chất Đức Ferdinand von Hochstetter.